# Cucumaria turbinata
Cucumaria turbinata, taxon inquirendum, is mogelijk een zeekomkommer uit de familie Cucumariidae.
De wetenschappelijke naam van de soort werd in 1879 gepubliceerd door Frederick Wollaston Hutton.